# Malteser Waldkrankenhaus St. Marien
Das Malteser Waldkrankenhaus St. Marien ist ein Krankenhaus der ersten Versorgungsstufe und betreibt darüber hinaus im urologischen Bereich (Friedrich-Alexander-Universität Erlangen-Nürnberg) Maximalversorgung sowie in der Orthopädie, Kardiologie und Gastroenterologie Schwerpunktversorgung.

## Leistungsspektrum
Das Malteser Waldkrankenhaus St. Marien hat acht Hauptfachabteilungen und zwei Belegabteilungen im Akutbereich sowie eine Abteilung für geriatrische Rehabilitation.

### Fachabteilungen
- Anästhesie und Intensivmedizin
- Allgemein- und Viszeralchirurgie
- Medizinische Klinik I
  - Schwerpunkt: Innere Medizin, Kardiologie, Elektrophysiologie, Angiologie, Notfallmedizin und internistische Intensivmedizin
- Medizinische Klinik II
  - Schwerpunkt: Gastroenterologie, Interventionelle Endoskopie, Hämato-Onkologie, Diabetes und Stoffwechselerkrankungen
- Geriatrie-Zentrum Erlangen
  - Medizinische Klinik III – Altersmedizin
  - Abteilung für geriatrische Rehabilitation
- Orthopädie und Unfallchirurgie
- Urologische Abteilung des Waldkrankenhauses St. Marien und Urologische und Kinderurologische Klinik des Universitätsklinikums Erlangen
- Interdisziplinäres Zentrum für Wirbelsäulen- und Skoliosetherapie

### Belegabteilungen
- Augenheilkunde
- Hals-Nasen-Ohrenheilkunde

### Zentren
- EndoProthetikZentrum der Maximalversorgung
- Geriatrie-Zentrum Erlangen
- MoSi®-Trainingszentrum,
- Kompetenzzentrum für Hernienchirurgie
- Schilddrüsenzentrum
- Prostatakarzinomzentrum mit Nieren- und Blasentumoren
- Kontinenz- und Beckenbodenzentrum

### Weitere Versorgungsleistungen
- Tagesklinik für nichtoperative Fächer
- Radiologische Gemeinschaftspraxis für Bildgebende Diagnostik (CT/MRT), Mammographie
- Kooperationen mit Facharztpraxen
- 2 Linksherzkatheter-Messplätze
- Stoßwellenlithotripter / Nierensteinzertrümmerer
- Labor

### Malteser Bildungsinstitut für Gesundheitsberufe
Das Malteser Bildungsinstitut für Gesundheitsberufe bietet mit seinen Berufsfachschulen für Pflege, Krankenpflege und Krankenpflegehilfe insgesamt 150 Ausbildungsplätze an.

## Geschichte
Der Anfang des Malteser Waldkrankenhauses St. Marien geht auf das Jahr 1945 zurück, als sechs Franziskusschwestern aus einem Lazarett bei Ansbach das Marienhospital in der Spardorfer Straße übernahmen. Im Laufe der Jahre wurde das Marienhospital zu klein und es entstand ein neues Krankenhaus am Stadtrand – das Waldkrankenhaus St. Marien.
1959 eröffnete unter der Leitung von Schw. Gamelberta Dießner eine Klinik mit 200 Betten.

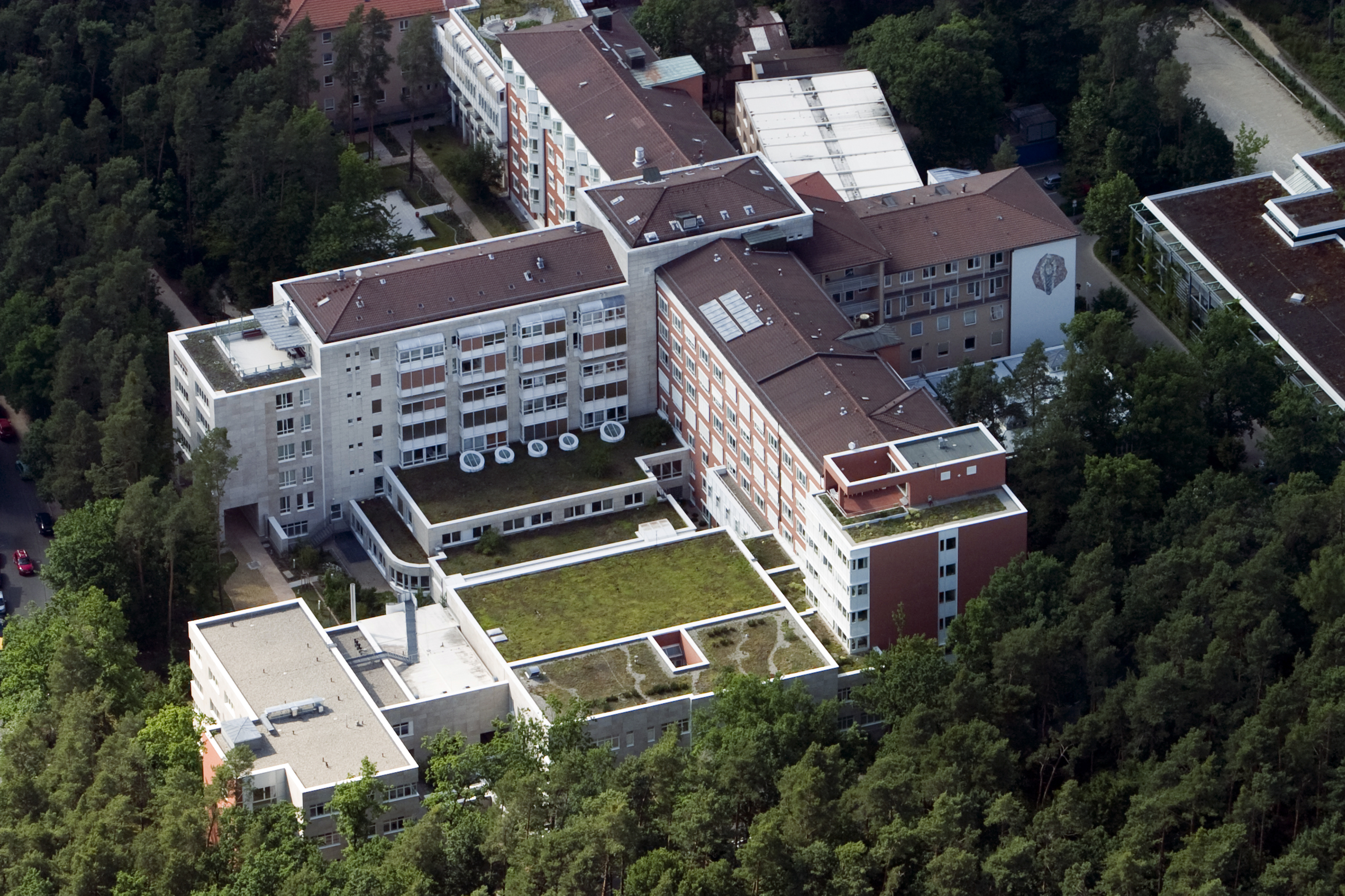
Luftaufnahme vom 21. August 2008

|           | |
| 1975      | Umwidmung der Abteilung Geburtshilfe in eine Intensivstation |
| 1980      | Einweihung der Krankenpflegeschule mit Wohnheim für 60 Schüler |
| 1981      | Eröffnung der Anästhesie-Abteilung |
| 1985–1989 | 1. Bauabschnitt (B-Flügel) Neubau von 4 Operationssälen, zwei Intensivstationen (18 Betten), 69 Betten zur Auflockerung, Endoskopie, Bettenzentrale und verschiedene Funktions- und Lagerräume. |
| 1988–1990 | 2. Bauabschnitt Küchenneubau mit Cafeteria |
| 1990      | Aufstockung des 6. OG/Ostflügel nach einem Brand |
| 1992–1995 | 3. Bauabschnitt Neubau der Chirurgischen Operationsabteilung |
| 1995–1997 | 4. Bauabschnitt Sanierung von Röntgenabteilung und Zentrallabor, Errichtung des Parkhauses mit 300 Stellplätzen                                                                                 |
| 1996–1997 | Umbau und Erweiterung für die neue Abteilung Geriatrische Rehabilitation mit 30 Betten |
| 2000–2004 | 5. Bauabschnitt Erweiterung der Urologie, Sanierung und Erweiterung des Bettenhauses / Ostflügel                                                                                                |
| 2004–2005 | Neubau eines Ambulatoriums mit Facharztpraxen |
| 2005–2007 | 6. Bauabschnitt Umbau Westflügel einschl. Pflegezentrum St. Elisabeth |
| 2011      | Erweiterung des Parkhauses um 170 Stellplätze |
| 2016      | Die Kongregation der Franziskusschwestern gibt bekannt, dass die Klinik sowie das zugehörige Seniorenheim verkauft werden                                                                       |
| 2017      | Die Malteser Deutschland gGmbH übernimmt mit der Malteser Waldkrankenhaus Erlangen gGmbH das Malteser Waldkrankenhaus St. Marien sowie beide Pflegezentren                                      |